# Loyal Brave True
Loyal Brave True è una canzone di Christina Aguilera, primo singolo estratto dalla colonna sonora del film Mulan. Il brano ha ricevuto una nomination come Soundtrack Song of 2020 ai Critics Choice Awards ed è stata inserita nella shortlist degli Oscar 2020 nella categoria alla migliore canzone.

## Background e composizione
La canzone è prodotta da Jamie Hartman, che aveva già lavorato precedentemente con Christina Aguilera producendo il brano Army of Me. Indipendentemente da ciò, il brano è stato assegnato ad Aguilera per volere di Mitchell Leib, presidente del settore musicale di Walt Disney Studios, il quale ha voluto lei in quanto già interprete di Reflection, brano presente nella colonna sonora del Mulan originale.

## Versioni alternative
Oltre alla versione in lingua inglese, Christina Aguilera ha realizzato anche una versione in spagnolo del brano intitolata El Mejor Guerrero.

## Promozione
Christina Aguilera si è esibita con il brano per la prima volta nel marzo 2020 durante il programma televisivo Jimmy Kimmel Live. I video ufficiali di entrambe le versioni sono stati invece pubblicati soltanto in estate a causa del posponimento della pubblicazione del film, avvenuto a sua volta a causa della pandemia di COVID-19.